# ارتش یکم زرهی (ورماخت)
ارتش یکم زرهی (به آلمانی: 1. Panzerarmee) یکی از ارتش‌های میدانی زرهی نیروی زمینی آلمان در دوره رایش سوم بود که در جریان جنگ جهانی دوم به عملیات پرداخت. این ارتش زرهی در ابتدا برای مدتی گروه زرهی کلایست (به آلمانی: Panzergruppe Kleist) و گروه زرهی ۱ (به آلمانی: Panzergruppe 1) نامیده می‌شد.

## تشکیل
این یگان زرهی ماه مارس سال ۱۹۴۰ به کمک قرارگاه سپاه ۲۲ موتوریزه در ابتدا تحت عنوان «گروه زرهی کلایست» تشکیل شد. این یگان روز ۱۶ نوامبر سال ۱۹۴۰ به «گروه زرهی ۱» و ۲۵ اکتبر سال ۱۹۴۱ به «ارتش یکم زرهی» تغییر عنوان داد.

## تاریخچه عملیاتی

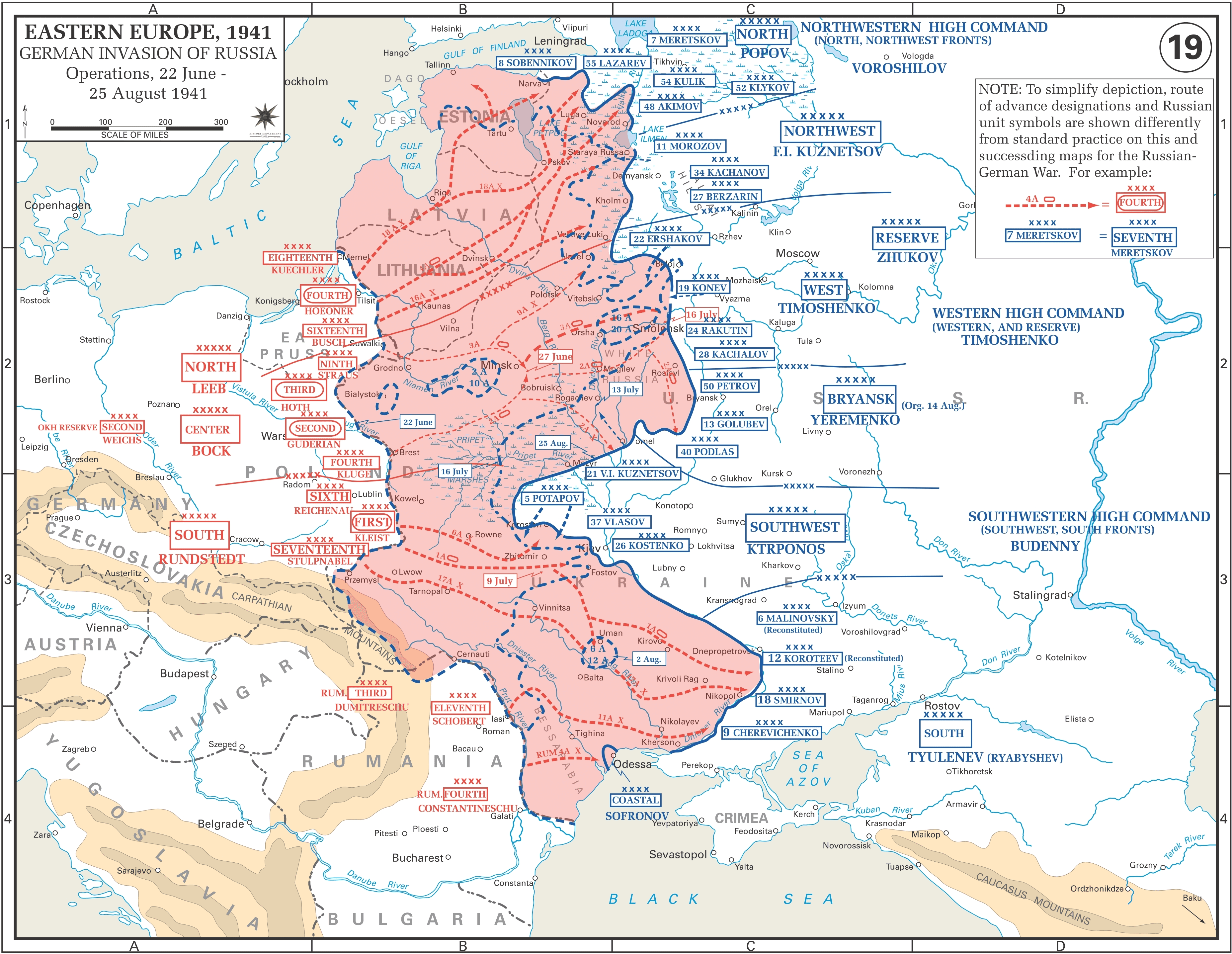
مناطق تحت نبرد ارتش یکم زرهی

### شوروی
نبردهای لویو و بردوی
در جریان آماده‌سازی برای عملیات بارباروسا، تهاجم آلمان به شوروی، نیروهای متحرک گروه زرهی ۱ تا اواخر عصر روز ۲۰ ژوئن سال ۱۹۴۱ به مواضع مشخص‌شده خود در نواحی تمرکز که از ۱۵ کیلومتری مرز تا رود ویستولا در ۱۵۰ کیلومتری خط مقدم کشیده شده بود، رسیدند. با آغاز عملیات از روز ۲۲ ژوئن، گروه زرهی ۱ به فرماندهی ارتشبد اوالت فن کلایست به عنوان بخشی از گروه ارتش جنوب، اوکراین را مورد هجوم قرار داد. با گشوده شدن راه توسط پیاده‌نظام، سپاه‌های ۳ و ۴۸ موتوریزه به ترتیب در جناحین شمالی و جنوبی این گروه زرهی وارد خاک شوروی شدند و سپاه ۱۴ موتوریزه با مقداری فاصله آن‌ها را دنبال کرد. در پی فرمان ارتشبد میخائیل کیرپونوس، فرمانده جبهه جنوب غربی شوروی به قوای مکانیزه خود برای اجرای ضد حمله، درگیری شدی بین لشکرهای زرهی گروه زرهی ۱ و سپاه‌های مکانیزه دشمن درگرفت. در این نبردها سپاه ۳ موتوریزه موفق شد در روز نخست ۲۶۷ تانک ارتش سرخ را در الکساندروفسکا منهدم نماید. در روزهای نخست عملیات تقریباً در همه جای خط مقدم دست بالا با یگان‌های گروه زرهی ۱ بود اما به هر صورت این نیرو نتوانست موفقیت‌های اولیه مشابه سه گروه زرهی دیگر کسب کند.
با حرکت کند ارتش هفدهم در قسمت جنوبی، فیلدمارشال گرت فن روندشتت، فرمانده گروه ارتش جنوب در ابتدا تصمیم گرفت سپاه ۱۴ موتوریزه را به آن سمت گسیل سازد که بعداً با توجه به نیاز فن کلایست به تمامی نیروها، مقرر شد یکپارچگی گروه زرهی ۱ حفظ شود. تا ۲۷ ژوئن این گروه زرهی با رخنه در مواضع دشمن، خود را تقریباً تا اوستروگ و ریونه در عمق ۲۰۰ کیلومتری رساند. ضمن دفع ضد حملات دشمن، پس از دریافت آزادی عملیاتی از ارتش ششم، گروه زرهی مسیر حرکت خود را مقداری به سمت جنوب شرقی تغییر داد و بدون انتظار برای پشتیبانی پیاده‌نظام، اقدام به گذر از استحکامات خط استالین کرد. این گروه زرهی سپس در جهت بردیچف و ژیتومیر رو به جنوب آورد. بردیچف روز ۷ ژوئیه و ژیتومیر ۳ روز پس از آن به تصرف درآمد. به هر صورت مقاومت ارتش سرخ اجازه اتصال گروه زرهی ۱ به ارتش هفدهم جهت ایجاد محاصره در ناحیه وینیتسا را نداد.
نبرد اومان
روز ۹ ژوئیه سپاه ۳ موتوریزه در یک خط مستقیم به سمت کی‌یف فرستاده شد تا آن را به همان یک سرپل عمیق در شرق رود دنیپر به تصرف درآورد. بدین شکل عناصر جلودار گروه زرهی ۱ حدود ۱۲۰ کیلومتر با پیاده‌نظام پشت سر آن فاصله گرفتند. به هر صورت این نیروها در مجاورت کی‌یف متوقف شدند. بنا بر تصمیم فرماندهی عالی، سر نیزه زرهی گروه زرهی ۱ از بلایا زرکوف به یک باره رو به جنوب چرخش کرد تا تلاش دیگری برای محاصره قوای دشمن این بار در ناحیه اومان صورت دهد. هفته سوم ژوئیه سپاه ۴۸ موتوریزه مستقیماً به سمت اومان در جنوب شرقی رفت. در این حال سپاه ۱۴ موتوریزه از جناح چپ گروه زرهی در طول رود دنیپر محافظت می‌کرد. نیروهای گروه زرهی روز ۲۱ ژوئیه به شهر اومان به رسیدند. با وجود بارندگی شدید در اواخر ماه ژوئیه، در نهایت با اتصال گروه زرهی ۱ به پیاده‌نظام ارتش هفدهم در روز ۳ اوت محاصره ناحیه اومان تکمیل شد. با وجود تلاش آن‌ها برای گریز، حدود ۱۰۰ هزار نفر نیروهای دشمن در این موقعیت به اسارت گرفته درآمدند.
نبرد کی‌یف
گروه زرهی ۱ بدون توقف برای استراحت، حرکت به سمت شرق را از روز ۵ اوت در جهت خم رود دنیپر از سر گرفت. پس از نبرد اومان این گروه زرهی در طول تمامی رود دنیپر سفلی پخش شد تا اهداف کوچک متعددی را دنبال کند. سپاه ۳ موتوریزه هفته نخست اوت به کرمنچوگ و هفته بعد به دنیپروپتروفسک رسید. این یگان می‌بایست سرپل‌هایی در این نقاط به دست می‌آورد و منتظر رسیدن ارتش هفدهم می‌ماند. تا اواخر ماه گذرگاه‌هایی بر رودخانه در چند موضع از جمله خرسون تصرف شد. با وجود تلاش برای سد کردن مسیر عقب‌نشینی نیروهای دشمن به آن سوی دنیپر، بسیاری از آرایش‌های ارتش سرخ قادر به گریز گشتند. یکی از دلایل این مسئله کمبود سوخت و مهمات در گروه زرهی جهت عمل موثرتر بود. در پی افزایش تعداد گذرگاه‌ها و کاهش فشار بر دنیپروپتروفسک، فون کلایست دفاع از آن را غالبا به پیاده‌نظام سپرد و بیشتر نیروهای زرهی خود را برای مشارکت در محاصره جبهه جنوب غربی شوروی ودر ناحیه کی‌یف، به گذرگاه کرمنچوگ منتقل کرد.
پس از گذر از رود دنیپر وضعیت ضعیف تدارکاتی گروه زرهی تشدید شد از این رو نمی‌توانست با سرعت مورد انتظار پیش برود. به هر حال زاپوروژه روز ۱ اکتبر به تصرف درآمد. در همکاری با ارتش یازدهم مقداری زیادی از نیروهای دشمن در نزدیکی بردیانسک به محاصره افتادند و راه گروه زرهی به سمت ماریوپول باز شد. در حالی‌که حرکت جناح شمالی گروه ارتش از روز ۱۰ اکتبر در اثر بارندگی و فرسودگی نیروها متوقف شده بود، گروه زرهی ۱ در جناح جنوبی تا روز ۱۱ اکتبر خود را به رود میوس رساند اما از ۱۴ اکتبر به شکل مشابهی هوای سرد و بارش باران امکان ادامه پیشروی را از آن گرفت.

## فرماندهان
- اوالت فن کلایست
- ایبرهارت فن مکنزن
- هانس-والنتین هوبه
- ارهارت راوس
- گتهارت هاینریکی
- والتر نرینگ

## سازمان
ترکیب یگان‌ها:
| - گروه زرهی ۱ در ماه ژوئن سال ۱۹۴۱: - سپاه ۳ موتوریزه - سپاه ۱۴ موتوریزه - سپاه ۴۸ موتوریزه - ارتش یکم زرهی در ماه فوریه سال ۱۹۴۲: - سپاه ۱۴ موتوریزه - سپاه ۴۹ کوهستان - سپاه متحرک ایتالیا - سپاه سواره‌نظام رومانی - ذخیره: - فرماندهی ۶ توپخانه سپاه | - ارتش یکم زرهی در ماه ژوئن سال ۱۹۴۳: - سپاه ۲۴ زرهی - سپاه ۳۰ - سپاه ۴۰ زرهی - سپاه ۵۷ زرهی - لشکر بیست و سوم زرهی - لشکر پنتسرگرندیر اس‌اس وایکینگ - ارتش یکم زرهی در ماه سپتامبر سال ۱۹۴۴: - سپاه ۱۱ - سپاه ۲۴ زرهی - سپاه ۴۹ کوهستان | - ارتش یکم زرهی در ماه آوریل سال ۱۹۴۵: - سپاه ۱۱ - سپاه ۲۴ زرهی - سپاه ۲۹ - سپاه ۴۹ کوهستان - سپاه ۵۹ - سپاه ۷۲ - لشکر دویست و پنجاه و سوم پیاده‌نظام - لشکر سیصد و بیستم فولکس‌گرندیر - لشکر سیصد و هفتاد و یکم پیاده‌نظام - لشکر پانصد و چهل و چهارم فولکس‌گرندیر - ذخیره: - لشکر هشتم زرهی |